# جون همفري (سياسي)
جون همفري (بالإنجليزية: John Humphrey)‏ هو محامي في القانون وسياسي أمريكي، ولد في 20 يونيو 1838 في المملكة المتحدة، وتوفي في 3 أكتوبر 1914 في الولايات المتحدة. حزبياً، نشط في الحزب الجمهوري. وقد انتخب عضو مجلس نواب إلينوي.